# Oniksztyński Park Regionalny

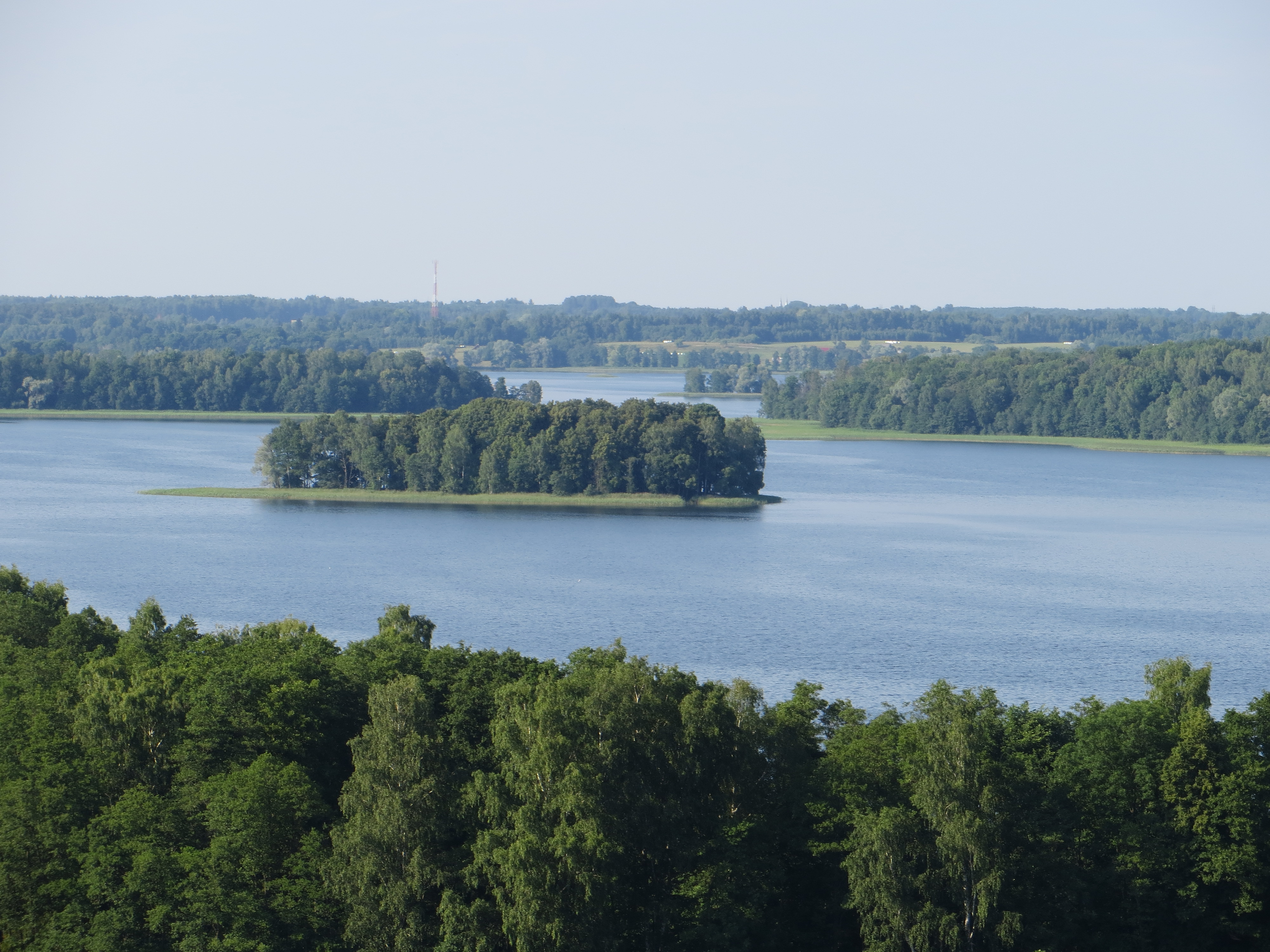
Jezioro Rubikiai

Oniksztyński Park Regionalny (lit. Anykščių regioninis parkas) – park regionalny na Litwie, położony w południowo-wschodniej Auksztocie, nad rzeką Świętą. Utworzony został w 1992 r. i obejmuje powierzchnię 15 486 ha.
Na terenie parku znajduje się 17 osobnych rezerwatów przyrody. W parku znajduje się jezioro Rubikiai, na którym położonych jest 16 wysp.
Na terenie Oniksztyńskiego Parku Regionalnego występuje 769 gatunków roślin, z czego 30 znajduje się w Litewskiej Czerwonej Księdze. Występują jelenie i bobry.